# Venera 9
Venera 9 (tiếng Nga: Венера-9 có nghĩa là Sao Kim 9), tên gọi của nhà sản xuất: 4V-1 số 660, là một tàu vũ trụ không người lái của Liên Xô đến sao Kim. Nó bao gồm một tàu quỹ đạo và một tàu đổ bộ. Nó được phóng lên vào ngày 8 tháng 6 năm 1975, lúc 02:38:00 UTC và có khối lượng 4.936 kg (10.882 lb). Tàu quỹ đạo là tàu vũ trụ đầu tiên đạt đến quỹ đạo Sao Kim, trong khi tàu đổ bộ là người đầu tiên trả lại hình ảnh từ bề mặt của một hành tinh khác.

## Tàu quỹ đạo
Tàu quỹ đạo đi vào quỹ đạo Sao Kim vào ngày 20 tháng 10 năm 1975. Nhiệm vụ của nó là hoạt động như một trạm chuyển tiếp truyền thông cho tàu đổ bộ và khám phá các lớp mây và các thông số khí quyển với một số dụng cụ và thí nghiệm. Tàu quỹ đạo này đã thực hiện 17 nhiệm vụ khảo sát từ ngày 26 tháng 10 năm 1975 đến ngày 25 tháng 12 năm 1975.
Tàu quỹ đạo bao gồm một hình trụ với hai cánh bảng điều khiển năng lượng mặt trời và một ăng ten parabol đạt được cao gắn liền với bề mặt cong. Một thiết bị hình chuông giữ hệ thống đẩy được gắn vào đáy của hình trụ, và được đặt trên đỉnh là một quả cầu rộng 2,4 mét (7,9 ft) nhằm giữ tàu đổ bộ.